# Szota Kweliaszwili
Szota Kweliaszwili (gruz. შოთა ქველიაშვილი, ur. 1 stycznia 1938 w Tbilisi, zm. 25 kwietnia 2004 tamże) – gruziński strzelec sportowy. W barwach ZSRR srebrny medalista olimpijski z Tokio.
Brał udział w dwóch igrzyskach olimpijskich (IO 64, IO 68). Startował w trzech postawach na dystansie 300 m, w 1964 zajął drugie miejsce, cztery lata później zajął czwarte miejsce. Na mistrzostwach Europy zdobył dwa medale, złoto i srebro, konkurencji indywidualnych w 1969.